# Jacques Calonne
Jacques Calonne (Bergen, 10 augustus 1930 – Brussel, 7 februari 2022) was een Belgisch musicus en beeldend kunstenaar.

## Loopbaan
Hij was als componist opgeleid door de surrealistische musicus André Souris. Tegelijkertijd volgde hij les aan de Koninklijke Academie voor Schone Kunsten van Brussel. Hij kwam terecht in de surrealistische kring van kunstenaars rond Christian Dotremont in 1949. Hij werd een van de jongste leden van Cobra en ontmoette daar Yves Klein, Roel D'Haese en Pierre Alechinsky met wie hij een blijvende vriendschap sloot en met wie hij deelnam aan groepstentoonstellingen.
Jacques Calonne hield in 1970 zijn eerste individuele tentoonstelling in de galerie Dierickx te Brussel. Zijn kunst is een mengeling van abstract aquarel en picturaal schoonschrift. In 1995 speelde hij de rol van de inspecteur van het Ministerie van Cultuur in de surrealistische film Camping Cosmos.
Calonne overleed op 91-jarige leeftijd.